# Armjansk
Armsjansk (Russisch: Армянск, Oekraïens: Армянськ, Krimtataars: Ermeni Bazar) is een stad en stadsrayon in het uiterste noorden van de Krim op de landengte van Perekop. Het Noord-Krimkanaal loopt net ten noorden van de stad. Tot het rayon behoren ook de dorpen Volosjino (Волошино), Perekop (Перекоп) en Soevorovo (Суворово). De M17 is de belangrijkste doorgaande weg. De grootste werkgever is het chemiebedrijf Krim Titan dat Titanium(IV)oxide, zwavelzuur en kunstmest produceert.

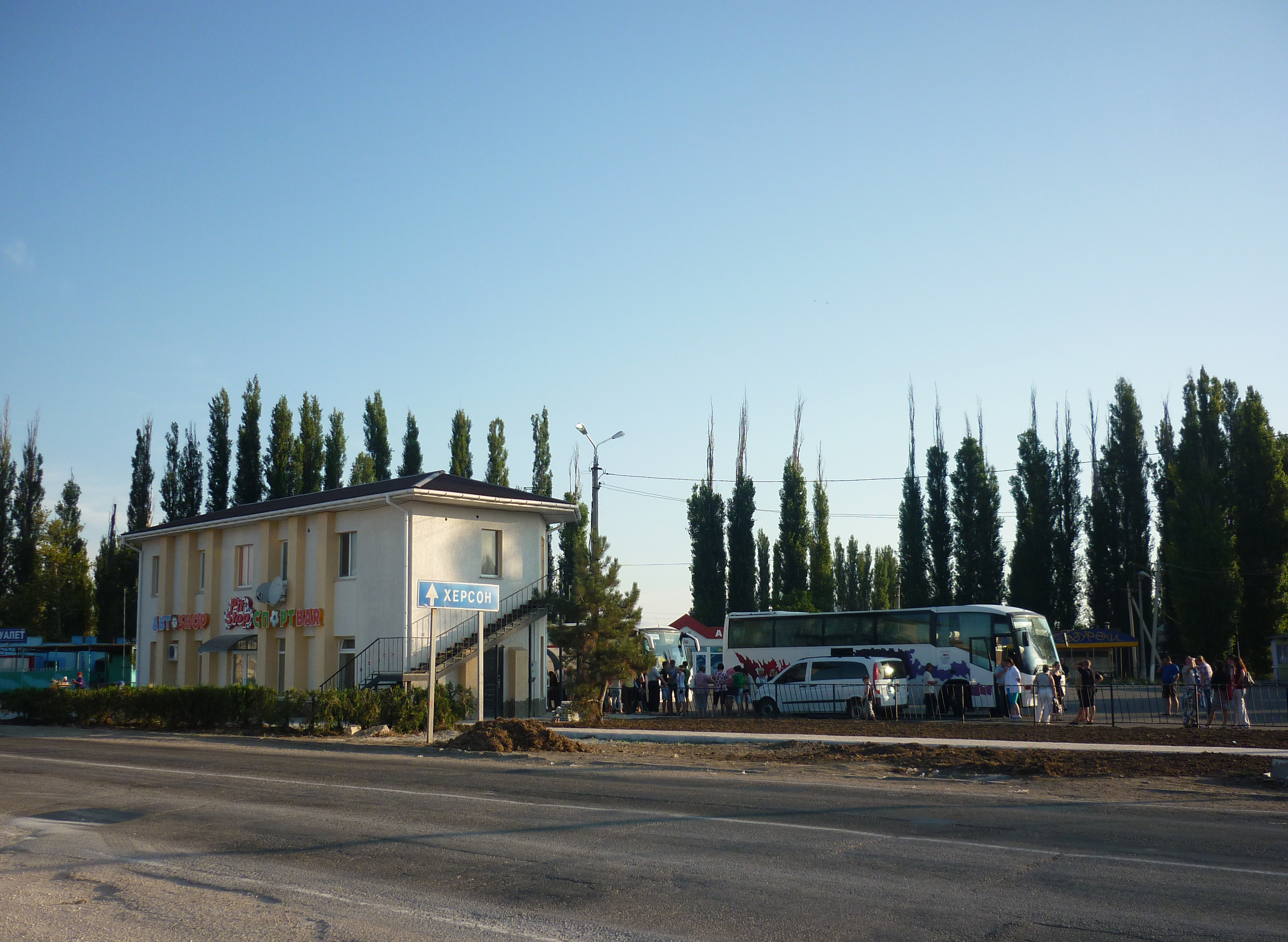
Busstation
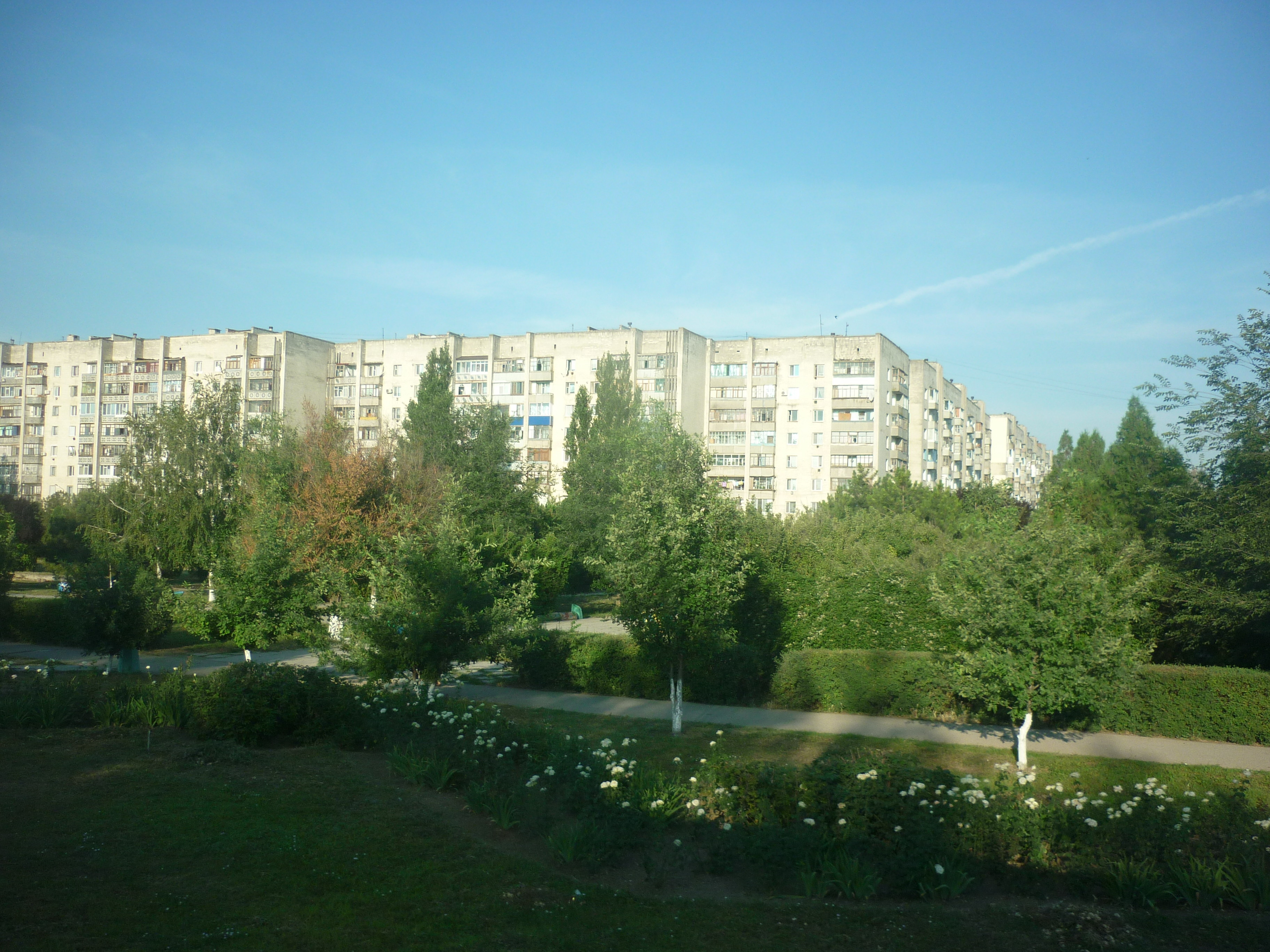
Flatgebouwen in Armjansk
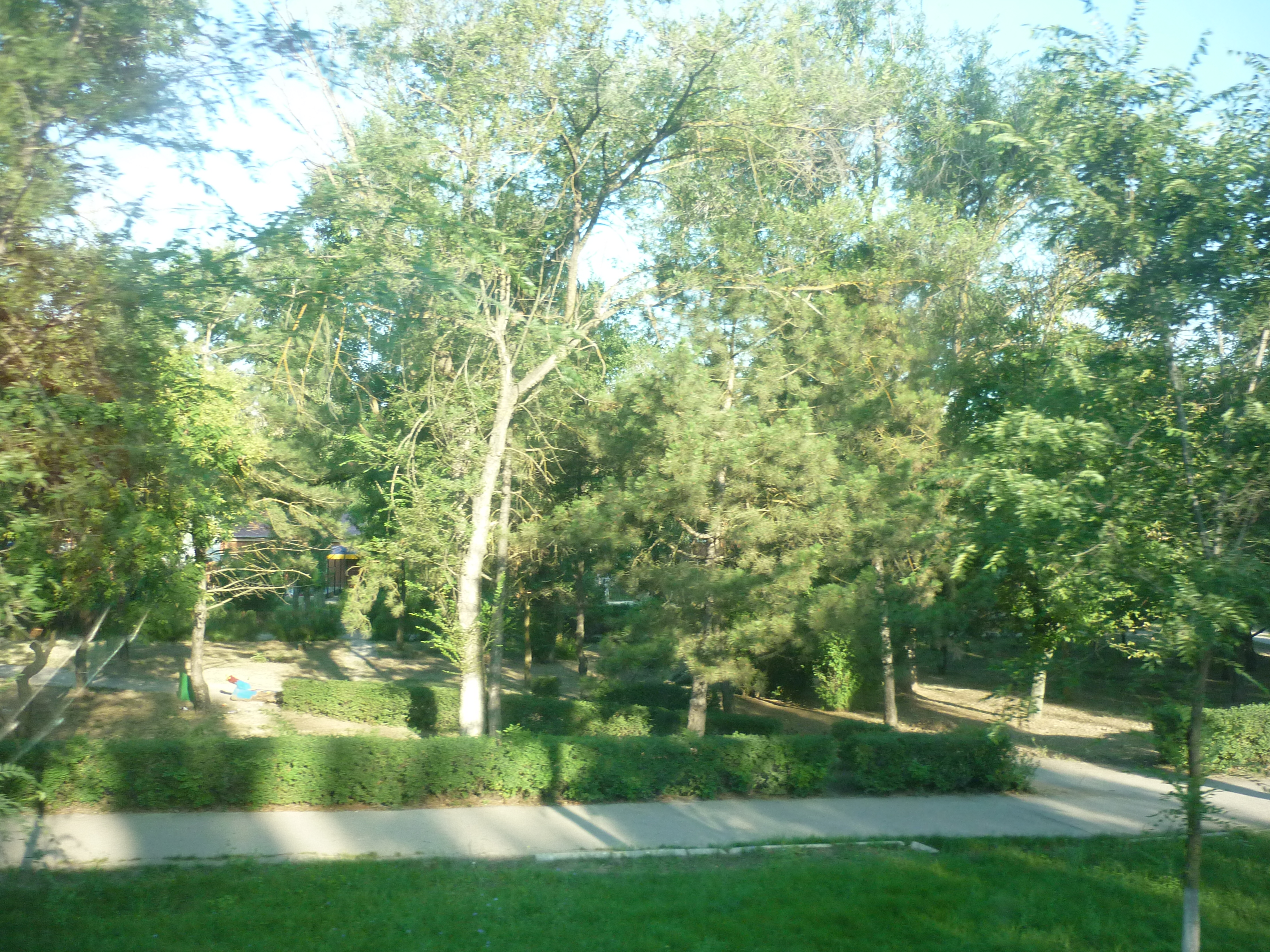
Park
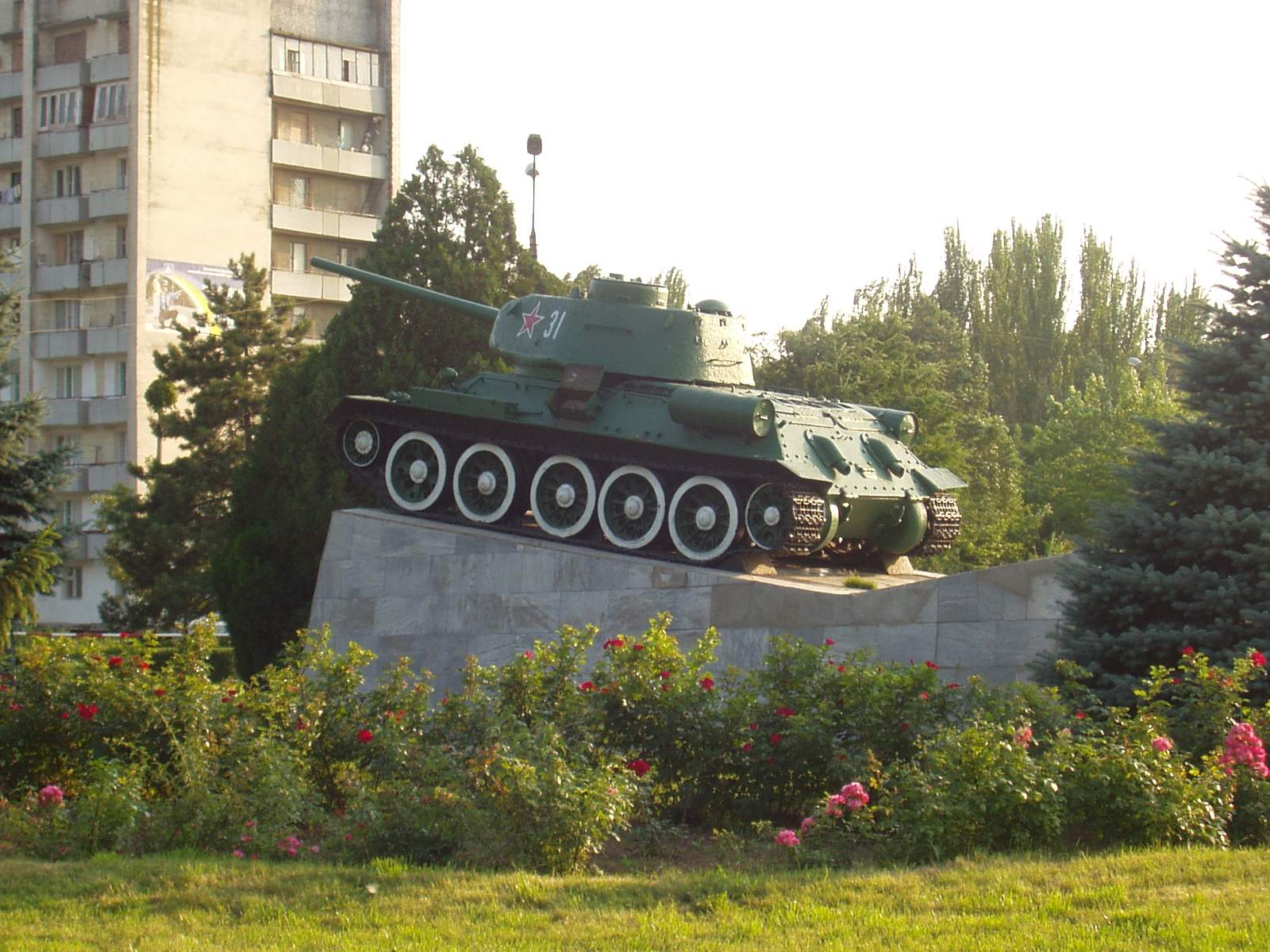
T-34 tank, herdenkingsmonument Tweede Wereldoorlog